# Tesseract (gruppo musicale)
I Tesseract (resi graficamente come TesseracT) sono un gruppo musicale progressive metal britannico formatosi nel 2003.
Sotto contratto dal 2014 con l'etichetta Kscope, nel corso della loro carriera il gruppo ha pubblicato cinque album in studio, due dal vivo e quattro EP.

## Storia del gruppo

### Primi anni (2003-2009)

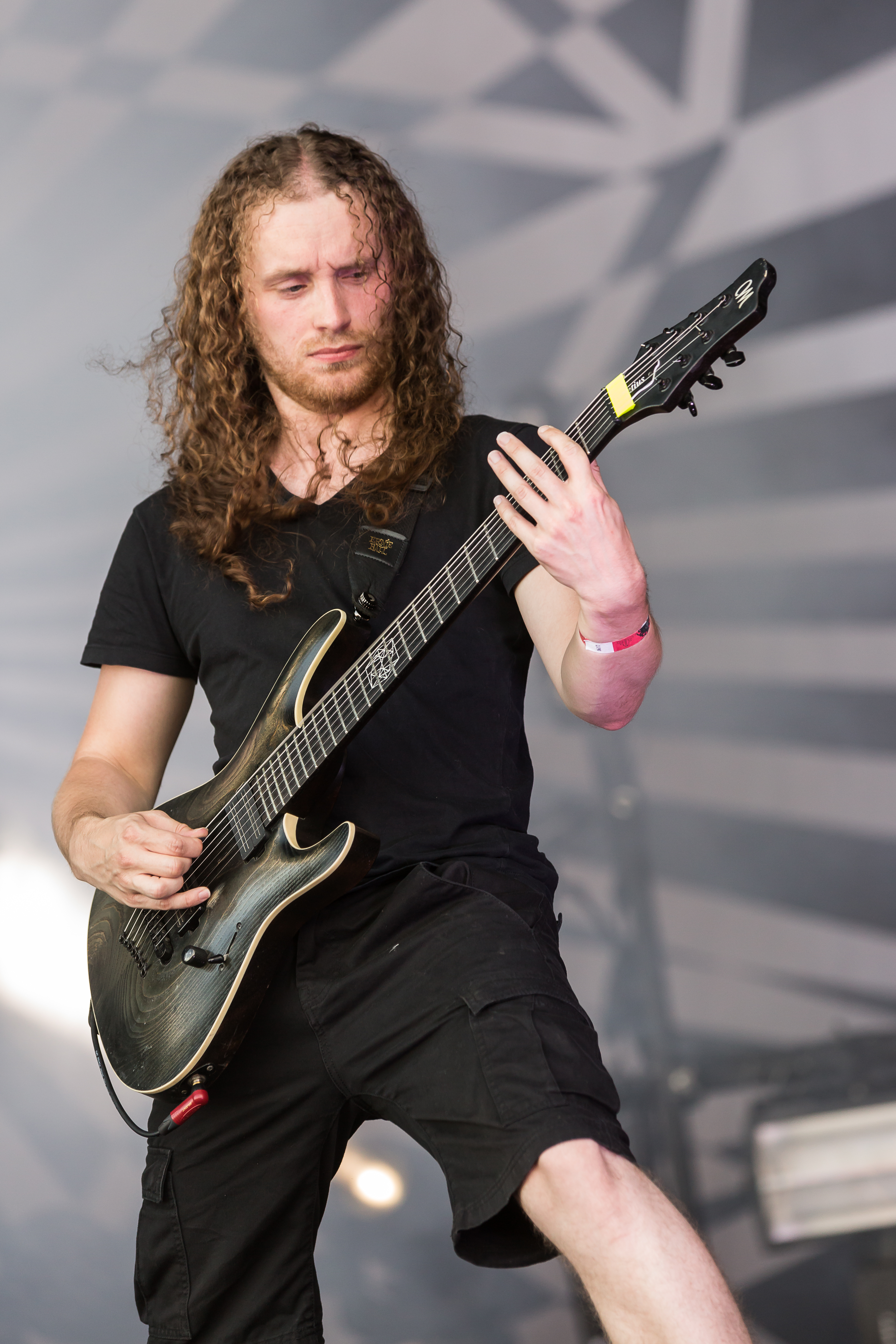
Acle Kahney, fondatore dei Tesseract

I Tesseract nacquero nel 2003 per iniziativa del chitarrista Acle Kahney, all'epoca componente dei Mikaw Barish. Quello che partì come un progetto sperimentale per esprimere creatività crebbe e Kahney postò vari filmati del suo lavoro tecnico con la chitarra su forum come Sevenstring.org, ricevendo varie recensioni positive e migliorando la sua tecnica. Fu in quell'ambiente che si creò la nuova ondata del movimento djent, genere sviluppato da chitarristi come Misha Mansoor (Periphery), Paul Ortiz (Chimp Spanner) e John Browne (Monuments).
Arruolato Jay Postones alla batteria e il cantante francese Juilien Perier i Tesseract tennero i primi concerti tra il 2005 e il 2006, sebbene Perier non divenne mai componente stabile della formazione a causa di motivi logistici. Nel 2006 entrarono nel gruppo il chitarrista James Monteith e il bassista Amos Williams, che portarono come cantante quello del loro gruppo precedente, Abisola Obasanya. Completata la formazione nel 2007 incisero un primo demo, composto da tre brani.

### Periodo con Daniel Tompkins (2009-2011)
Nel 2009 i Tesseract si separarono da Obasanya e reclutarono come nuovo cantante Daniel Tompkins (First Signs of Frost, Piano), con il quale realizzarono l'EP di debutto Concealing Fate, pubblicato il 12 ottobre 2010. Nello stesso anno promossero l'EP attraverso alcuni concerti da headliner tenuti nel Regno Unito e successivamente nell'America del Nord con il Devin Townsend Project, oltre ad apparire al Great Indian Rock Festival in India.
Il 23 marzo 2011 è stata la volta dell'album di debutto One, promosso anch'esso da un tour britannico al quale hanno preso parte anche Chimp Spanner e Uneven Structure; nello stesso anno i Tesseract si esibirono anche al Sonisphere Festival a Knebworth.

Il 23 agosto dello stesso anno Tompkins ha annunciato la propria dipartita dai Tesseract a causa di problemi personali:

### Periodo con Coleman e con O'Hara (2011-2013)

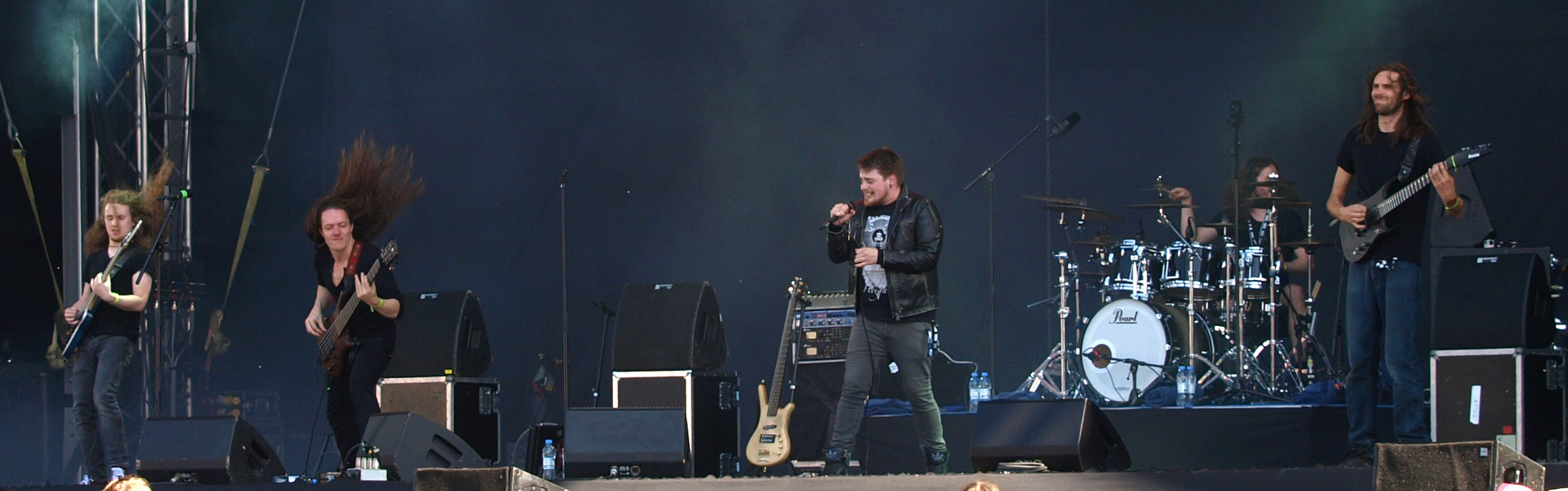
I Tesseract con O'Hara in concerto nel 2013

Contemporaneamente all'annuncio della dipartita di Tompkins, i Tesseract hanno annunciato come nuovo cantante Elliot Coleman, proveniente da gruppi come Zelliack, Sky Eats Airplane e Of Legends. Dopo aver tenuto alcuni concerti nel 2011, il gruppo ha rivelato nel marzo 2012 la pubblicazione del secondo EP Perspective, costituito da versioni acustiche di alcuni brani appartenenti a One e da una reinterpretazione di Dream Brother di Jeff Buckley.

In seguito all'uscita dell'EP, avvenuta il 22 maggio 2012, il 12 giugno dello stesso anno il gruppo ha annunciato l'uscita di Coleman dalla formazione:
Il 7 settembre 2012 i Tesseract hanno annunciato di aver trovato un nuovo cantante e che avrebbe pubblicato gratuitamente un nuovo brano il 13 ottobre, intitolato Nocturne; intorno allo stesso periodo sono state annunciate alcune date europee, tra cui un'apparizione all'Euroblast Festival. Fu rivelato successivamente che il nuovo cantante era Ashe O'Hara, proveniente dai Voices from the Fuselage.
Il 28 febbraio 2013 il gruppo ha annunciato il secondo album in studio Altered State, uscito il 27 maggio nel Regno Unito e il giorno seguente negli Stati Uniti d'America).

### Ritorno di Tompkins,Polaris(2014-2016)

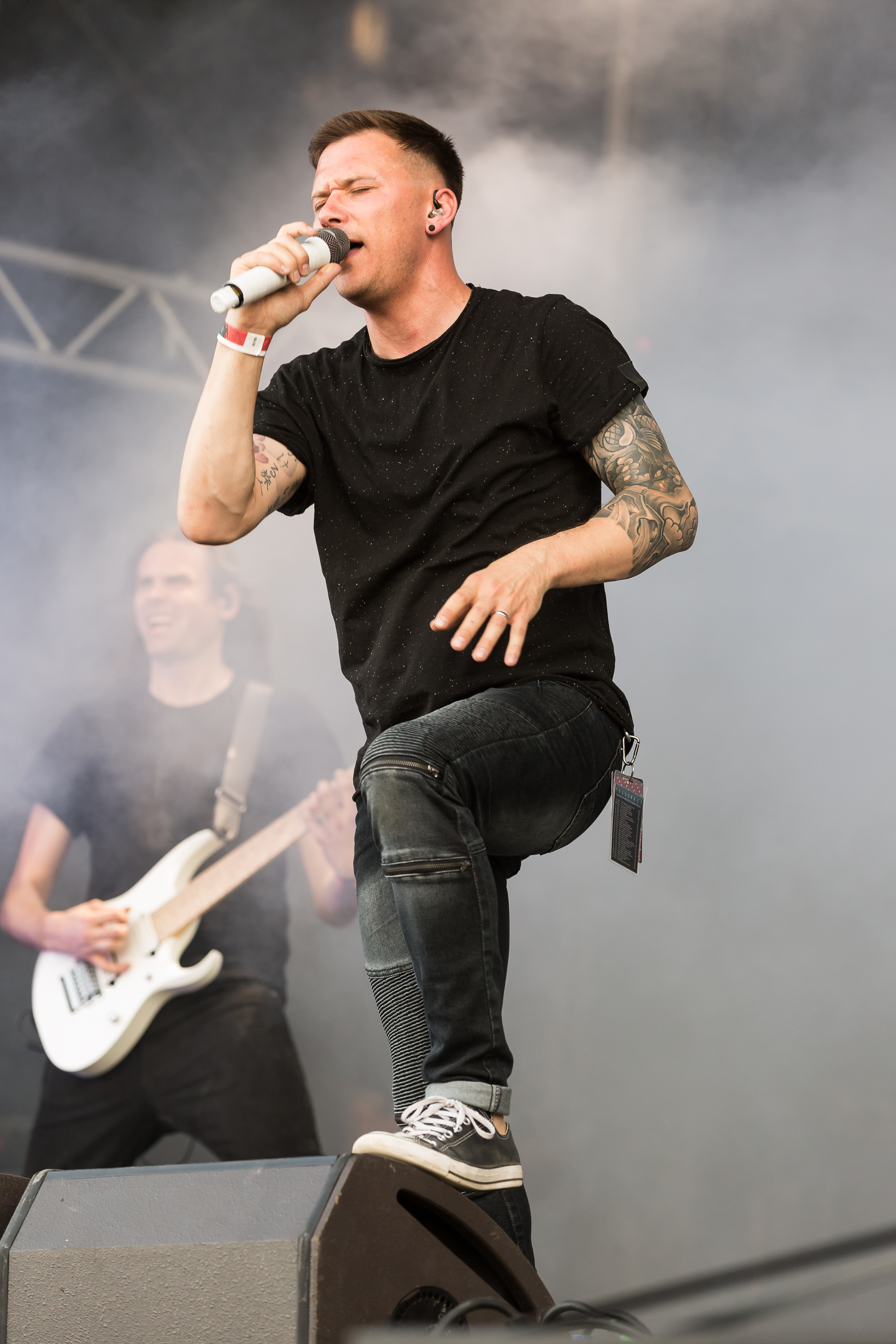
Daniel Tompkins e, in secondo piano, James Monteith

Il 27 giugno 2014 i Tesseract hanno annunciato il ritorno di Daniel Tompkins nella band, dopo l'abbandono di O'Hara; la prima esibizione di Tompkins con il gruppo è avvenuta il 5 luglio 2014 al Sonisphere Festival.
Il 30 settembre 2014 il gruppo ha firmato un contratto discografico con la Kscope, mentre nel corso dell'autunno 2014 ha proseguito il tour in supporto a Altered State in Europa, culminato con l'esibizione al Scala di Londra il 6 novembre. Il 20 marzo 2015 la Century Media Records, precedente etichetta del gruppo, ha pubblicato un comunicato nel quale è stata annunciata l'uscita di Odyssey/Scala, un album dal vivo e DVD pubblicato il 18 maggio dello stesso anno contenente un CD costituito da brani eseguiti dal vivo nella tappa conclusiva dell'Altered State World Tour e un DVD comprendente la sopracitata esibizione di Londra di novembre 2014.
Il 3 agosto 2015 è stato reso disponibile il singolo Messenger, accompagnato nello stesso giorno dal relativo lyric video, a cui ha fatto seguito un mese più tardi il video musicale di Survival, uscito come singolo il giorno dopo. Questi singoli hanno anticipato il terzo album in studio Polaris, pubblicato il 18 settembre dello stesso anno.
Per la promozione dell'album, tra febbraio e marzo 2016 il gruppo ha intrapreso un tour europeo con i The Contorsionist in qualità di artisti di apertura. Nel mese di luglio 2016 è stata pubblicata una nuova versione di Survival che anticipato l'uscita del terzo EP Errai, composto da altre tre nuove versioni di altrettanti brani presenti in Polaris e distribuito dalla Kscope a partire dal 16 settembre. Tra settembre e ottobre 2016 i Tesseract hanno aperto le date statunitensi del Magma Tour del gruppo musicale francese Gojira e intorno allo stesso periodo è stato pubblicato il video di Hexes, altro brano tratto da Polaris.

### Sonder(2017-2021)
Tra giugno e luglio 2017 il gruppo si è esibito negli Stati Uniti d'America e in Canada in qualità di artista d'apertura dei Megadeth insieme ai Meshuggah e ai Lillake. Il 23 giugno dello stesso è stato inoltre pubblicato il singolo inedito Smile come anticipazione a un quarto album in studio e, come spiegato dal bassista Amos Williams, come dimostrazione delle sonorità che avrebbero intrapreso con esso.
L'8 febbraio 2018 i Tesseract hanno annunciato il quarto album Sonder, uscito il 20 aprile, e presentato il primo singolo Luminary. Anticipato anche dal secondo singolo King, il disco è stato promosso da una tournée australiana svoltasi a settembre dello stesso anno e successivamente anche in Europa due mesi più tardi, durante la quale sono stati supportati dai Between the Buried and Me e da Plini. Tra febbraio e marzo 2019 Sonder è stato promosso anche negli Stati Uniti d'America, durante il quale i Tesseract hanno aperto per i sopracitati Between the Buried and Me, mentre durante l'estate sono tornati in Europa partecipando ad alcuni festival come il Wacken Open Air o il Rock on the Castle.
Nel 2019 Tompkins ha inoltre pubblicato Castles, primo album in qualità di artista solista caratterizzato da sonorità più soft e vicine all'elettropop e al downtempo. Il disco è stato rivisitato dal cantante stesso in chiave heavy metal e distribuito l'anno successivo sotto il titolo di Ruins.
Nel 2020 l'attività dal vivo dei Tesseract è stata limitata a causa della pandemia di COVID-19. Il 14 maggio hanno presentato in streaming su YouTube Live in the Lockdown, concerto pre-registrato dai singoli componenti del gruppo nelle rispettive abitazioni, mentre il 12 dicembre hanno presentato in live streaming Portals, concerto speciale suddiviso in cinque atti e da loro descritto come «un'esperienza cinematografica»; per quest'ultimo spettacolo Jay Postones è stato sostituito da Mike Malyan dei Monuments a causa dell'impossibilità di viaggiare dagli Stati Uniti d'America al Regno Unito. L'esibizione è stata successivamente pubblicata il 27 agosto 2021 in formato fisico.

### War of Being(2022-presente)
Durante il 2022 il gruppo ha iniziato la composizione del materiale atto a comporre il quinto album di inediti. Nel mese di aprile ha reso disponibile digitalmente l'EP Regrowth, composto da due brani scartati dall'album in uscita e diffusi all'indomani dell'invasione russa dell'Ucraina al fine di raccogliere fondi per aiutare la popolazione ucraina. Ad agosto si sono esibiti all'Arctangent Festival in qualità di headliner, durante il quale hanno presentato dal vivo l'inedito Natural Disater, che ha rappresentato un ritorno verso le sonorità pesanti degli esordi. Il mese seguente Monteith ha rivelato che l'album è stato completato e che avrebbe visto l'uscita durante il 2023, rivelando che avrebbe rappresentato una nuova direzione stilistica per la formazione e che per la prima volta in carriera i Tesseract si sono recati in uno studio di registrazione vero e proprio anziché registrare il materiale nelle proprie case-studio.
Il 12 luglio 2023, dopo alcuni teaser emersi nei giorni precedenti, il gruppo ha annunciato il quinto album War of Being e pubblicato il singolo omonimo insieme al relativo video. Uscito il 15 settembre seguente, il disco è stato promosso anche dai singoli The Grey e Legion (usciti tra agosto e settembre) nonché da una tournée mondiale che avrà luogo inizialmente in America tra ottobre e novembre e successivamente si sposterà in Europa, Australia e Asia nella prima metà del 2024.

## Stile musicale
I Tesseract suonano principalmente djent, uno specifico sottogenere del progressive metal caratterizzato da poliritmie, tempi composti, tempi dispari e un cantato death. Tuttavia, già con l'album di debutto One e l'EP Concealing Fate, il gruppo ha arricchito le sonorità con ritornelli melodici nei ritornelli e passaggi di ispirazione ambient, oltre a un esteso utilizzo dello slapping da parte di Williams. Il successivo Altered State risulta essere maggiormente vicino al progressive metal grazie anche al cantato esclusivamente melodico di O'Hara. Polaris, che ha segnato il ritorno di Tompkins, integra influenze più pop e accessibili nella struttura dei brani, pur rimanendo nel suo complesso un disco che oscilla tra prog e djent; il cantato di Tompkins risulta più incline allo stile pulito rispetto a quanto operato con One, limitando lo screaming in alcune parti di Hexes, Survival e Messenger.
Con Sonder i Tesseract hanno optato per uno stile più sperimentale, aggiungendo elementi post-rock ed elettronici, risultando nel complesso un album che unisce le sonorità pesanti degli esordi con quelle più melodiche dei dischi seguenti.

## Formazione
Attuale
- Acle Kahney – chitarra (2003-presente)
- Jay Postones – batteria (2005-presente)
- James Monteith – chitarra (2006-presente)
- Amos Williams – basso, cori (2006-presente)
- Daniel Tompkins – voce (2009-2011, 2014-presente)

Ex-componenti
- Julien Perier – voce (2004-2006)
- Abisola Obasanya – voce (2006-2008)
- Elliot Coleman – voce (2011-2012)
- Ashe O'Hara – voce (2012-2014)

## Discografia

### Album in studio
- 2011 – One
- 2013 – Altered State
- 2015 – Polaris
- 2018 – Sonder
- 2023 – War of Being

### Album dal vivo
- 2015 – Odyssey/Scala
- 2021 – Portals

### EP
- 2010 – Concealing Fate
- 2012 – Perspective
- 2016 – Errai
- 2022 – Regrowth

### Singoli
- 2011 – Nascent
- 2012 – Nocturne
- 2015 – Messenger
- 2015 – Survival
- 2017 – Smile
- 2018 – Luminary
- 2018 – King
- 2021 – Nocturne (Portals)
- 2021 – Tourniquet (Portals)
- 2023 – War of Being
- 2023 – The Grey
- 2023 – Legion
- 2023 – Echoes

## Videografia

### Video musicali
- 2010 – Deception (Concealing Fate Part 2)
- 2011 – Nascent
- 2011 – Concealing Fate Live
- 2011 – Eden
- 2013 – Nocturne
- 2013 – Singularity
- 2014 – Of Matter Live
- 2015 – Survival
- 2016 – Hexes
- 2018 – King
- 2018 – Juno